# Super-Saxel
Super-Saxel est un ancien stade de neige (une station de ski sans hébergements) du massif du Chablais, située sur le territoire communal de Saxel, dans le département de la Haute-Savoie en région Auvergne-Rhône-Alpes.

## Géographie
La station se situait dans la Vallée Verte, dans le Chablais, à une altitude de 1 000 m. Le versant fait face au Léman et à la Suisse.

## Histoire
Vers la fin des années 1970, le village veut développer l'activité touristique. Il est décidé la construction de deux téléskis et la transformation d'une ancienne fruitière en foyer de ski de fond.
En raison du manque de neige, la station développe en parallèle de nouvelles activités comme le Dévalkart et le Freekart.
Au début des années 2000, les téléskis sont démontés. Le plus petit, installé dans un sol meuble, était tombé de lui-même. 
Plusieurs tentatives avec le restaurant « Le Tétras » seront des gouffres financiers. En 1976, les deux couples de propriétaires du fonds, associés, revendent à un ancien élève de l'école hôtelière de Thonon qui ne fera qu'une saison, testant deux formules sur deux étages, dont une avec soirées dansantes avec feux de cheminée ;  le manque de neige est déjà là. Gite étape pour cavaliers, diverses formules, rien ne sera concluant et la route prévue depuis Super saxel pour rejoindre la vallée verte ne sera jamais faite.

## Pour aller plus loin
- Sport en Pays de Savoie • Stations de sports d'hiver de Savoie
- Tourisme en Pays de Savoie • Tourisme en Haute-Savoie